# Старикевич, Антон Александрович
Антон Александрович Старикевич (род. 14 июня 2002, Минск) — белорусский шахматист. Вице-чемпион мира по японским шахматам сёги 2019 года. Чемпион мира по японским шахматам сёги 2023 года.
На июль 2023 года занимает 3 место в европейском списке рейтинга Эло.

## Биография
Родился в Минске. Окончил Лицей № 1 г. Минска, после чего поступил на факультет компьютерных систем и сетей БГУИР в Белорусский государственный университет информатики и радиоэлектроники.
Карьеру шахматиста начинал под руководством Сергея Лысенко в секции при Дворце детей и молодежи. Посещает клуб сёги «Гинкаммури» в Уручье.

## Разряды
- 2014: 8 кю ФЕСА
- 2015: 5 кю ФЕСА
- 2016 1 дан ФЕСА
- 2017: 2 дан ФЕСА
- 2018: 4 дан ФЕСА
- 2022: 5 дан ФЕСА[5]

## Турниры
Является многократным призёром белорусских, европейских и мировых турниров и чемпионатов по сёги.
- 2016 — бронзовый призёр Young Generals Cup
- 2017 — серебряный призёр Zhytomyr Shogi Open
- 2017 — бронзовый призёр 9th Cup of Ambassador of Japan in Moscow
- 2017 — победитель Minsk Shogi Cup
- 2017 — серебряный призёр Minsk Youth Shogi Cup
- 2018 — победитель Belarusian Under-14 Shogi Championship
- 2018 — бронзовый призёр Belarusian Open Shogi Championship
- 2018 — бронзовый призёр II Odessa Summer Shogi
- 2018 — серебряный призёр European Youth Shogi Championship
- 2018 — победитель Minsk Shogi Open
- 2018 — победитель SESHIN Open Shogi Tournament
- 2018 — победитель Minsk Shogi Cup
- 2019 — победитель Belarusian Under-18 Shogi Championship
- 2019 — серебряный призёр Young Generals Cup
- 2019 — победитель European Youth Shogi Championship
- 2019 — серебряный призёр European & World Open Shogi Championships
- 2019 — серебряный призёр Minsk Shogi Cup
- 2020 — бронзовый призёр Чемпионат Республики Беларусь по сёги|Открытого чемпионата по сеги Республики Беларусь
- 2020 — победитель Belarusian Under-18 Shogi Championship
- 2021 — бронзовый призёр European Shogi Championship (ESC)[6]
- 2021 — серебряный призёр Открытого первенства мира по сеги 2020 (WOSC)[6][7]
- 2021 — победитель Чемпионата по быстрым сёги[6][8]
- 2023 — чемпион Европы[1][9]
- 2023 — чемпион мира[1]